# Som.cat
|  | No s'ha de confondre amb Som Ràdio. |

Som.cat (també anomenada Ràdio SOM o Som Ràdio) fou una emissora de ràdio en català que tenia per objectiu "transmetre els valors de la nació catalana en l'àmbit de la llengua, la cultura, l'economia, l'empresa i la política". Va néixer arran d'una iniciativa de Fabià Rubio, un dels patrons de l'Institut Nova Història. Estava formada per diversos programes de caràcter sobiranista, entre els quals un espai on el Cercle Català de Negocis hi era present cada dia amb el seu discurs econòmic.
Començà les emissions en proves el 31 d'agost de 2010 i les regulars el 9 de setembre del mateix any. El seu eslògan era "Som ràdio, som la teva veu". Vuit mesos després d'iniciar les emissions, el 27 de març del 2011 va tancar degut a les "persistents i innumerables extorsions", i els "sabotatges del senyal FM i d'Internet" i les "amenaces de tancament, denúncies amb les seves corresponents multes impagables i la falta de suport econòmic en general", segons afirmaven en un comunicat. L'emissora va haver de fer front a acusacions que l'associaven amb Solidaritat per la Independència i la titllaren d'una "emissora il·legal".
El 25 de febrer de 2012 des del Twitter de Som Ràdio es va anunciar que l'emissora tornaria a emetre a partir del 27 de març de 2012.

## Freqüències
Ràdio analògica terrestre
- 94.2 FM: Barcelonès i Maresme.
- 94.4 FM: Baix Llobregat.